# 76. BAFTA-gála
A 76. BAFTA-gálát 2023. február 19-én tartotta meg a Brit Film- és Televíziós Akadémia a londoni Royal Festival Hallban, amelynek keretében kiosztották az akadémia filmdíjait az Egyesült Királyságban 2022-ben bemutatott és az akadémia tagjai által legjobbnak ítélt filmek és alkotóik részére.
Az egyes kategóriák hosszú, tízes listáját 2023. január 6-án tették közzé. A jelöléseket 2023. január 19-én, egy hónappal a gála előtt jelentették be Hayley Atwell és Toheeb Jimoh brit színészek a BAFTA Youtube-csatornáján. Rekord nagyságú jelölést, a lehetséges 24 kategóriából 14-et szerzett meg a Nyugaton a helyzet változatlan című német-amerikai háborús filmadaptáció. A jelölésen ugyancsak előkelő helyezést ért el A sziget szellemei amerikai-angol-ír dráma, valamint a  Minden, mindenhol, mindenkor amerikai akciófilm, fantasy, sci-fi, vígjáték; mindkettő 10-10 jelölést kapott. Az előzetes hosszú lista arányaihoz képest a csalódást okozott Steven Spielberg önéletrajzi családi drámája, A Fabelman család; csupán egyetlen jelölést kapott az eredeti forgatókönyvért, holott a  a hosszú listákon még öt kategóriában, köztük a legjobb filmjében szerepelt.
A díjátadón nem született nagy meglepetés; a legtöbb jelölést kapott Nyugaton a helyzet változatlan nyerte a legtöbb és legfontosabb díjat, szám szerint hetet. Az alkotás ezzel egyben rekordot is döntött, ugyanis a BAFTA-díjak eddigi történetében még soha nem kapott ennyi elismerést egy nem angol nyelven forgatott film. Jól szerepelt A sziget szellemei: a kiemelkedő brit film díja mellé még további három szobrocskát szerzett meg. A legnagyobb vesztes a Minden, mindenhol, mindenkor lett: tíz jelöléséből csupán a legjobb vágás díját szerezte meg.
Azon felül, hogy a korábbi Royal Albert Hall helyett új helyszínt találtak a rendezvénynek, 2023-ban a BAFTA két nagyobb változtatást hajtott végre: a négy utolsó, legjelentősebb díj átadását élőben közvetítette a BBC One, továbbá a gálának két házigazdája volt: Richard E. Grant az előadóteremben, Alison Hammond pedig az újonnan kialakított kulisszák mögötti stúdióban.

## A BAFTA filmdíjai

### Díjazottak és jelöltek
A nyertesek a táblázat első sorában, félkövérrel vannak jelölve.
| Legjobb film | Legjobb rendező |
| --- | --- |
| - Nyugaton a helyzet változatlan, rendező: Edward Berger - A sziget szellemei, rendező: Martin McDonagh - Elvis, rendező: Baz Luhrmann - Minden, mindenhol, mindenkor, rendező: Daniel Kwan / Daniel Scheinert - Tár, rendező: Todd Field | - Edward Berger – Nyugaton a helyzet változatlan - Martin McDonagh – A sziget szellemei - Pak Cshanuk (Park Chan-wook) – A titokzatos nő - Daniel Kwan / Daniel Scheinert – Minden, mindenhol, mindenkor - Todd Field – Tár - Gina Prince-Bythewood – The Woman King – A harcos |
| Legjobb férfi főszereplő | Legjobb női főszereplő |
| - Austin Butler – Elvis - Colin Farrell – A sziget szellemei - Brendan Fraser – A bálna - Daryl McCormack – Minden jót, Leo Grande - Paul Mescal – Volt egyszer egy nyár - Bill Nighy – Élj! | - Cate Blanchett – Tár - Viola Davis – The Woman King – A harcos - Danielle Deadwyler – Till – Igazságot a fiamnak - Ana de Armas – Szöszi - Emma Thompson – Minden jót, Leo Grande - Michelle Yeoh – Minden, mindenhol, mindenkor |
| Legjobb férfi mellékszereplő | Legjobb női mellékszereplő |
| - Barry Keoghan – A sziget szellemei - Brendan Gleeson – A sziget szellemei - Ke Huy Quan – Minden, mindenhol, mindenkor - Eddie Redmayne – A másik nővér - Albrecht Schuch – Nyugaton a helyzet változatlan - Micheal Ward – A fény birodalma | - Kerry Condon – A sziget szellemei - Angela Bassett – Fekete Párduc 2. - Hong Chau – A bálna - Dolly De Leon – A szomorúság háromszöge - Jamie Lee Curtis – Minden, mindenhol, mindenkor - Carey Mulligan – Azt mondta |
| Legjobb eredeti forgatókönyv | Legjobb adaptált forgatókönyv |
| - A sziget szellemei – Martin McDonagh - A Fabelman család – Tony Kushner és Steven Spielberg - A szomorúság háromszöge – Ruben Östlund - Minden, mindenhol, mindenkor – Daniel Kwan és Daniel Scheinert - Tár – Todd Field | - Nyugaton a helyzet változatlan – Edward Berger, Lesley Paterson, Ian Stokell - A bálna – Samuel D. Hunter - A csendes lány – Colm Bairéad - Azt mondta – Rebecca Lenkiewicz - Élj! – Kazuo Ishiguro |
| Legjobb operatőr | Legjobb debütálás (brit forgatókönyvíró, filmrendező vagy producer) |
| - Nyugaton a helyzet változatlan – James Friend - Batman – Greig Fraser - Top Gun: Maverick – Claudio Miranda - Elvis – Mandy Walker - A fény birodalma – Roger Deakins | - Volt egyszer egy nyár – Charlotte Wells (forgatókönyvíró, rendező) - Blue Jean – Georgia Oakley (forgatókönyvíró, rendező) és Hélène Sifre (producer) - Electric Malady – Marie Lidén (rendező) - Minden jót, Leo Grande – Katy Brand (forgatókönyvíró) - Rebellion – Elena Sánchez Bellot and Maia Kenworthy (rendezők) |
| Kiemelkedő brit film | Legjobb dokumentumfilm |
| - A sziget szellemei, rendező: Martin McDonagh - A csoda, rendező: Sebastián Lelio - A fény birodalma, rendező: Sam Mendes - A Mardini nővérek, rendező: Sally El Hosaini - Brian and Charles, rendező: Jim Archer - Ecc, pecc, ki lehetsz?, rendező: Tom George - Élj!, rendező: Oliver Hermanus - Matilda – A musical, rendező: Matthew Warchus - Minden jót, Leo Grande, rendező: Sophie Hyde - Volt egyszer egy nyár, rendező: Charlotte Wells | - Navalnij – Daniel Roher, Diane Becker, Shane Boris, Melanie Miller, Odessa Rae - All the Beauty and the Bloodshed – Laura Poitras, Howard Gertler, Nan Goldin, Yoni Golijov, John Lyons - A szerelem tüze – Sara Dosa, Shane Boris, Ina Fichman - Minden, ami lélegzik – Shaunak Sen, Teddy Leifer, Aman Mann - Moonage Daydream – Brett Morgan |
| Legjobb filmzene | Legjobb hang |
| - Nyugaton a helyzet változatlan – Volker Bertelmann - A sziget szellemei – Carter Burwell - Babylon – Justin Hurwitz - Minden, mindenhol, mindenkor – Son Lux - Pinokkió – Alexandre Desplat | - Nyugaton a helyzet változatlan – Lars Ginzsel, Frank Kruse, Viktor Prášil, Markus Stemler - Avatar: A víz útja – Christopher Boyes, Michael Hedges, Julian Howarth, Gary Summers, Gwendoyln Yates Whittle - Elvis – Michael Keller, David Lee, Andy Nelson, Wayne Pashley - Tár – Deb Adair, Stephen Griffiths, Andy Shelley, Steve Single, Roland Winke - Top Gun: Maverick – Chris Burdon, James H. Mather, Al Nelson, Mark Taylor, Mark Weingarten |
| Legjobb díszlet | Legjobb vizuális effektek |
| - Babylon – Florencia Martin, Anthony Carlino - Batman – James Chinlund, Lee Sandales - Elvis – Catherine Martin, Karen Murphy, Bev Dunn - Nyugaton a helyzet változatlan – Christian M. Goldbreck, Ernestine Hipper - Pinokkió – Curt Enderle, Guy Davis | - Avatar: A víz útja – Richard Baneham, Daniel Barrett, Joe Letteri, Eric Saindon - Batman – Russell Earl, Dan Lemmon, Anders Langlands, Dominic Tuohy - Minden, mindenhol, mindenkor – Benjamin Brewer, Ethan Feldbau, Jonathan Kombrinck, Zak Stoltz - Nyugaton a helyzet változatlan – Markus Frank, Kamil Jafar, Viktor Müller, Frank Petzoid - Top Gun: Maverick – Seth Hill, Scott R. Fisher, Bryan Litson, Ryan Tudhope                          |
| Legjobb jelmeztervezés | Legjobb smink |
| - Elvis – Catherine Martin - Amszterdam – J. R. Hawbaker, Albert Wolsky - Babylon – Mary Zophres - Mrs. Harris Párizsba megy – Jenny Beavan - Nyugaton a helyzet változatlan – Lisy Christl | - Elvis – Jason Baird, Mark Coulier, Louise Coulston, Shane Thomas - A bálna – Anne Marie Bradley, Judy Chin, Adrien Morot - Batman – Naomi Donne, Mike Marino, Zoe Tahir - Matilda – A musical – Naomi Donne, Barrie Gower, Sharon Martin - Nyugaton a helyzet változatlan – Heike Merker |
| Legjobb vágás | Legjobb nem angol nyelvű film |
| - Minden, mindenhol, mindenkor – Paul Rogers - A sziget szellemei – Mikkel E. G. Nielsen - Elvis – Jonathan Redmond, Matt Villa - Nyugaton a helyzet változatlan – Sven Budelmann - Top Gun: Maverick – Eddie Hamilton | - Nyugaton a helyzet változatlan, rendező: Edward Berger - A csendes lány, rendező: Colm Bairéad - Argentína, 1985, rendező: Santiago Mitre - A titokzatos nő, rendező: Pak Cshanuk (Park Chan-wook) - Fűző, rendező: Marie Kreutzer |
| Legjobb animációs film | Legjobb brit animációs rövidfilm |
| - Pinokkió – Guillermo del Toro, Mark Gustafson, Gary Ungar, Alex Bulkley - Csizmás, a kandúr: Az utolsó kívánság – Joel Crawford, Mark Swift - Marcel, a lábbelis csiga – Dean Fleisher Camp, Andrew Goldman, Elisabeth Holm, Caroline Kaplan, Paul Mezey - Pirula Panda – Domee Shi, Lindsey Collins | - A kisfiú, a vakond, a róka és a ló – Peter Baynton, Charlie Mackesy, Cara Speller, Hannah Minghella - Middle Watch – John Stevenson, Aiesha Penwarden, Giles Healy - Your Mountain is Waiting – Hannah Jacobs, Zoe Muslim, Harriet Gillian |
| Legjobb brit rövidfilm | Legjobb szereposztás |
| - An Irish Goodbye – Tom Berkeley, Ross White - A Drifting Up – Jacob Lee - Bazigaga – Jo Ingabire Moys, Stephanie Charmail - Bus Girl – Jessica Henwick, Louise Palmkvist Hansen - The Ballad Of Olive Morris – Alex Kayode-Kay | - Elvis – Nikki Barrett, Denise Chamian - A szomorúság háromszöge – Pauline Hansson - Minden, mindenhol, mindenkor – Sarah Halley Finn - Nyugaton a helyzet változatlan – Simone Bär - Volt egyszer egy nyár – Lucy Pardee |
| EE Rising Star Award (a közönség szavazata alapján) | |
| - Emma Mackey - Naomi Ackie - Sheila Atim - Daryl McCormack - Aimee Lou Wood | |

## Többszörös jelölések és elismerések
| Jelölés | Díj | Magyar cím                     | Eredeti cím                       |
| ------- | --- | ------------------------------ | --------------------------------- |
| 14      | 7   | Nyugaton a helyzet változatlan | Im Westen nichts Neues            |
| 10      | 4   | A sziget szellemei             | The Banshees of Inisherin         |
| 10      | 1   | Minden, mindenhol, mindenkor   | Everything Everywhere All at Once |
| 9       | 4   | Elvis                          | Elvis                             |
| 5       | 1   | Tár                            | Tár                               |
| 4       | 1   | Volt egyszer egy nyár          | Aftersun                          |
| 4       | 0   | A bálna                        | The Whale                         |
| 4       | 0   | Batman                         | The Batman                        |
| 4       | 0   | Minden jót, Leo Grande         | Good Luck to You, Leo Grande      |
| 4       | 0   | Top Gun: Maverick              | Top Gun: Maverick                 |
| 3       | 1   | Babylon                        | Babylon                           |
| 3       | 1   | Pinokkió                       | Guillermo del Toro's Pinocchio    |
| 3       | 0   | A fény birodalma               | Empire of Light                   |
| 3       | 0   | A szomorúság háromszöge        | Triangle of Sadness               |
| 3       | 0   | Élj!                           | Living                            |
| 2       | 1   | Avatar: A víz útja             | Avatar: The Way of Water          |
| 2       | 0   | A csendes lány                 | The Quiet Girl                    |
| 2       | 0   | A titokzatos nő                | Decision to Leave                 |
| 2       | 0   | Azt mondta                     | She Said                          |
| 2       | 0   | Matilda – A musical            | Roald Dahl's Matilda the Musical  |
| 2       | 0   | The Woman King – A harcos      | The Woman King                    |